# Сан Фелију де Гишолс
Сан Фелију де Гишолс (шп. San Felíu de Guixols) град је у Шпанији у аутономној заједници Каталонија у покрајини Ђирона. Према процени из 2017. у граду је живело 21 760 становника.

## Становништво
Према процени, у граду је 2017. живело 21 760 становника.
| 1960.  | 1990.  | 2006.  | 2012.  | 2017.  |
| ------ | ------ | ------ | ------ | ------ |
| 10.307 | 17.337 | 20.867 | 21.961 | 21.760 |

## Партнерски градови
- Вербанија
- Минделхајм
- Швац
- East Grinstead
- Бур де Пеаж